# Ясениця-Парцеле
Ясениця-Парцеле (пол. Jasienica-Parcele) — село в Польщі, у гміні Анджеєво Островського повіту Мазовецького воєводства.
Населення — 100 осіб (2011).
У 1975-1998 роках село належало до Ломжинського воєводства.

## Демографія
Демографічна структура станом на 31 березня 2011 року:
|          | Загалом | Допрацездатний вік | Працездатний вік | Постпрацездатний вік |
| -------- | ------- | ------------------ | ---------------- | -------------------- |
| Чоловіки | 51      | 8                  | 34               | 9                    |
| Жінки    | 49      | 12                 | 24               | 13                   |
| Разом    | 100     | 20                 | 58               | 22                   |